# 琉球在番奉行
琉球在番奉行（りゅうきゅうざいばんぶぎょう）は、江戸時代に薩摩藩が琉球王国を間接統治するために、現在の沖縄県那覇市に常駐させた役職者。

## 在番奉行
薩摩藩が1609年に琉球王国に侵攻し屈服させた後の1628年に薩摩藩が琉球統治の那覇に常駐させた。
- 上下十五人賄料、渡海ノ節、御心付文銀百五十枚被成下候
- 琉球一詰二十八ヶ月ニシテ古銀百枚、在番奉行同五百目ヅツ、  付役同四百三十目ヅツ、横目役同四百目、但、五割増込同五枚

（御規）
- 琉球在番奉行一人　但、御役ニ無構高ノ不依多少、主従十五人賦
- 同付役四人内、二人ハ主従五人賦、二人ハ主従四人賦（筆者、与力）

## 在番奉行所
慶長14年（1609年）の島津侵攻後の、寛永5年（1628年）に薩摩藩が出先機関として設置した。
現在の沖縄県那覇市西1-2-16にあった。薩摩藩の役人の琉球における出先機関としての役所で在番仮屋(ザイバンカイヤ)、大仮屋(ウフカイヤ)とも呼ばれた。
以来250年間、薩摩藩による琉球間接支配の拠点となった。在番奉行や附役など約20人が常勤し、薩琉間の公務の処理や貿易の管理にあたった。
明治5年（1872年）に琉球王国が薩摩藩の間接支配から外れて琉球藩が設置されると廃止され、その跡地に外務省・内務省の出張所が設置された。
明治12年（1879年）、琉球処分により沖縄県が設置されると仮県庁となった。
明治14年（1881年）には沖縄県庁となって、その後大正9年(1920年）に現在の那覇市泉崎に移転するまで、沖縄県政の中心となっていた。

## 御仮屋
琉球には在番奉行の接待役として御仮屋という役職があった。御仮屋守日記に在番奉行の行動や様子が詳しく記録されている。

## 昆布座
薩摩藩は1800年前後に琉球へ昆布を大量に運ぶようになり那覇に昆布座を設置して現在の中国の福建省に輸出した。薩摩藩は奄美群島産の黒糖を大坂で昆布に換えて、昆布を琉球では唐物に換え、唐物を長崎や北陸で現金に換えた。